# خسائر أخرى
خسائر أخرى هو كتاب كتبه الكاتب الكندي جيمس باك عام 1989، يدعي فيه أن الجنرال الأمريكي دوايت ديفيد أيزنهاور تسبب عمدًا في تجويع نحو مليون أسير حرب ألماني كانوا محتجزين في معسكرات الاعتقال الغربية لفترة وجيزة بعد الحرب العالمية الثانية. جاء في خسائر أخرى أن مئات الآلاف من السجناء الألمان الذين فروا من الجبهة الشرقية صُنفوا على أنهم «قوات عدو منزوعة السلاح» من أجل تجنب الاعتراف بهم بموجب اتفاقية جنيف (1929)، ولغرض تنفيذ قرارات إعدامهم عن طريق التمريض أو التجويع ببطء. يشير كتاب خسائر أخر إلى وجود وثائق في الأرشيف الوطني الأمريكي ومقابلات مع أشخاص ذكروا أنهم شهدوا الوقائع. ويزعم الكتاب أن «أسلوب الإبادة الجماعية» كان موجودًا في حظر مفتشي الصليب الأحمر، وإعادة المعونة الغذائية، وسياسة حصص الجنود التموينية، والسياسة المتعلقة ببناء المأوى.
فحص ستيفن أمبروز، المؤرخ الذي جنده أيزنهاور في جهوده الرامية إلى الحفاظ على إرثه والانتقادات المضادة لرئاسته، بالإضافة إلى سبعة مؤرخين أمريكيين آخرين الكتاب بعد وقت قصير من نشره وخلصوا إلى أنه غير دقيق ونتاج لنظرية المؤامرة. يجادل المؤرخون الآخرون، بما في ذلك المؤرخ الكبير السابق لمركز التاريخ العسكري لجيش الولايات المتحدة، العقيد إرنست إف فيشر، الذي شارك في تحقيقات عام 1945 في الادعاءات المتعلقة بسوء السلوك من قبل القوات الأمريكية في ألمانيا والذي كتب مقدمة الكتاب، بأن الادعاءات دقيقة.

## المحتوى

### إحصائيات «خسائر أخرى»
اشتق عنوان خسائر أخرى من عمود بيانات تقارير الجيش الأمريكي الأسبوعية التي يقول باك إنها تعكس عدد جثث السجناء الألمان الذين ماتوا بسبب التجويع البطيء أو الأمراض. يشير الكتاب إلى أن العقيد فيليب لوبين، رئيس فرع الشؤون الألمانية في شاف (القيادة العليا لقوات الحلفاء الاستطلاعية)، أكد أن «خسائر أخرى» تعني حالات الوفاة والفرار. دُعم هذا بوثيقة من الجيش الأمريكي كانت محفوظة في الأرشيف الوطني الأمريكي والتي «توضح بوضوح» أن فئة «خسائر أخرى» للسجناء كانت للوفاة والهروب. رفض باك مزاعم خصومه القائلة أن «خسائر أخرى» تعني عمليات نقل أو تصريف، حيث أنها احتُسبت في أعمدة أخرى في نفس الجداول. علاوة على ذلك، لا يوجد عمود منفصل سُجلت فيه حالات الوفاة.
يشير الكتاب إلى تقرير كبير مؤرخي الجيش الذي نُشر عام 1947، في الصفحات العشرين التي تتناول أسر السجناء ونقلهم وإخراجهم، لم يذكر التقرير الإفراج عن السجناء دون تسريح رسمي. علاوة على ذلك، يستشهد باك بأوامر الجيش من أيزنهاور نفسه التي نصت على أن كل سجين يغادر الأسر يجب أن يملك أوراق تسريح.

### تصنيف قوات العدو المنزوعة السلاح
يشير كتاب خسائر أخرى إلى أن أيزنهاور سعى إلى تجنب متطلبات اتفاقية جنيف من خلال تعيين هؤلاء السجناء على أنهم قوات عدو منزوعة السلاح (دي إي إف)، وذكر على وجه التحديد أنه «في مارس، حين كانت ألمانيا تتصدع ... وُقعت رسالة وبالأحرف الأولى من قبل أيزنهاور اقترح فيها انسحابًا مدهشًا من اتفاقية جنيف (جي سي) – إنشاء فئة جديدة من السجناء الذين لن يتم إطعامهم من قبل الجيش بعد استسلام ألمانيا».
يذكر الكتاب أنه، ضد أوامر رؤسائه، أخذ أيزنهاور مليوني سجين إضافي بعد استسلام ألمانيا أمام القوات التي تندرج تحت اسم دي إي إف. وفقًا للكتاب، فر مليون شخص من الذين لقوا حتفهم من الجبهة الشرقية وعلى الأرجح انتهى بهم المطاف في مخيمات عبور السجناء ريينويزنلاغر التي تديرها القوات الأمريكية والفرنسية حيث توفي العديد من هؤلاء السجناء من المرض أو المجاعة تحت غطاء تسمية دي إي إف.
يستشهد الكتاب بأوامر من أيزنهاور نصت على أن الألمان سيكونون وحدهم مسؤولين عن إطعام وصيانة قوات العدو منزوعة السلاح، ومع ذلك، منع من وصول أي مساعدات إليها.